# Dave Semenko
David John „Sammy” Semenko (Winnipeg, Manitoba, 1957. július 12. – Edmonton, Alberta, 2017. június 29.) kanadai jégkorongozó, edző.

## Pályafutása
1974-ben szerepelt először jelentősebb junior bajnokságban. 1977-ben a World Hockey Associationben (WHA) szereplő Houston Aeros a 21. helyen draftolta, valamint az National Hockey League-ben (NHL) induló Minnesota North Stars draftolta a 25. helyen. Semenko a Houston csapatához szerződött, amely még abban az évben, az akkor szintén a WHA-ban szereplő Edmonton Oilers-szel elcserélte. 1979-ben a WHA csődbe ment. A bajnokság utolsó mérkőzésén Semenko szerezte a legutolsó gólt.
Az Edmonton Oliers ezután az NHL-ben indult. Mivel Semenko NHL-es játékjogával a Minnesota rendelkezett, ezért az Edmonton egy második körös draft jogot adott érte. Az 1979–80-as idényben mutatkozott be az NHL-ben az Edmonton Oilers színeiben. Játékosként Wayne Gretzky testőreként tartották számon. Az edmontoni csapattal kétszer nyert Stanley-kupát.
1986–87-ben a Hartford Whalers, 1987–88-ban a Toronto Maple Leafs játékosa volt. 1988-ban vonult vissza az aktív játéktól. Az NHL-ben 575 mérkőzésen 65 gólt szerzett. Az 1996–1997-es idényben az Oilers segédedzőjeként tevékenykedett, majd 2015-ig a klub játékosmegfigyelője volt.

## Sikerei, díjai
Edmonton Oilers
- Stanley-kupa
  - győztes: 1983–84, 1984–85

## Statisztika
| 1974–1975    | Brandon Wheat Kings | WCHL         | 12  | 2  | 1  | 3   | 12   | 4  | 0 | 0 | 0  | —   |
| 1975–1976    | Brandon Wheat Kings | WCHL         | 72  | 8  | 5  | 13  | 194  | 5  | 0 | 0 | 0  | —   |
| 1976–1977    | Brandon Wheat Kings | WCHL         | 61  | 27 | 33 | 60  | 265  | 16 | 3 | 4 | 7  | 61  |
| 1977–1978    | Brandon Wheat Kings | WCHL         | 7   | 10 | 5  | 15  | 40   | —  | — | — | —  | —   |
| 1977–1978    | Edmonton Oilers     | WHA          | 65  | 6  | 6  | 12  | 140  | 5  | 0 | 0 | 0  | 8   |
| 1978–1979    | Edmonton Oilers     | WHA          | 77  | 10 | 14 | 24  | 158  | 11 | 4 | 2 | 6  | 29  |
| 1979–1980    | Edmonton Oilers     | NHL          | 67  | 6  | 7  | 13  | 135  | 3  | 0 | 0 | 0  | 2   |
| 1980–1981    | Edmonton Oilers     | NHL          | 58  | 11 | 8  | 19  | 80   | 8  | 0 | 0 | 0  | 5   |
| 1980–1981    | Wichita Wind        | CHL          | 14  | 1  | 2  | 3   | 40   | —  | — | — | —  | —   |
| 1981–1982    | Edmonton Oilers     | NHL          | 59  | 12 | 12 | 24  | 194  | 4  | 0 | 0 | 0  | 2   |
| 1982–1983    | Edmonton Oilers     | NHL          | 75  | 12 | 15 | 27  | 141  | 15 | 1 | 1 | 2  | 69  |
| 1983–1984    | Edmonton Oilers     | NHL          | 52  | 6  | 11 | 17  | 118  | 16 | 5 | 5 | 10 | 44  |
| 1984–1985    | Edmonton Oilers     | NHL          | 69  | 6  | 12 | 18  | 172  | 14 | 0 | 0 | 0  | 39  |
| 1985–1986    | Edmonton Oilers     | NHL          | 69  | 6  | 12 | 18  | 141  | 6  | 0 | 0 | 0  | 32  |
| 1986–1987    | Edmonton Oilers     | NHL          | 5   | 0  | 0  | 0   | 0    | —  | — | — | —  | —   |
| 1986–1987    | Hartford Whalers    | NHL          | 51  | 4  | 8  | 12  | 87   | 4  | 0 | 0 | 0  | 15  |
| 1987–1988    | Toronto Maple Leafs | NHL          | 70  | 2  | 3  | 5   | 107  | —  | — | — | —  | —   |
| WHA összesen | WHA összesen        | WHA összesen | 142 | 16 | 20 | 36  | 298  | 16 | 4 | 2 | 6  | 37  |
| NHL összesen | NHL összesen        | NHL összesen | 575 | 65 | 88 | 153 | 1175 | 73 | 6 | 6 | 12 | 208 |